# رهام الهبري
رهام الهبري (1980 م -)، فنانة تشكيلية سورية.

## عن حياتها
فنانة تشكيلية سورية  من مواليد المغرب - مدينة الرباط (1980 م). متزوجة.
تنحدر الفنانة رهام من عائلة دمشقية عريقة ومعروفة ، ونشأت وترعرعت في مدينة دمشق وارتوت من أصالة هذه المدينة وتاريخها العريق. تتمتع بشخصية هادئة وجذابة. بدأت مشوارها مع الفنون الجميلة منذ اكتشاف والديها لموهبتها الفنيّة المبكرة في عمر الـ 4 سنوات ، وشاركت في أول مسابقة فنية تشكيلية في عمر 16 سنة وحصلت على المرتبة الأولى على مستوى سوريا وتمّ تكريمها على هذا الإنجاز .أتمت دراستها الثانوية وتقدمت إلى مسابقة القبول في كلية الفنون الجميلة ونجحت في امتحان القبول بمعدل عالي جداً ، لكنها لم تحصل على فرصة الدراسة في هذه الكلية ، فتابعت دراستها بشكل احترافي للفنون الجميلة في معهد أدهم إسماعيل للفنون التشكيلية بدمشق التابع لوزارة الثقافة السورية وتخرجت منه عام 2002 م.
كما تخرجت عام 2001 م من معهد التربية الرياضية للمعلمات بدمشق .
وتابعت دراستها الجامعية في كلية الاقتصاد بقسم المحاسبة التعليم المفتوح.
وهي تعمل في المجال الفني وتصميم الديكور الداخلي والغرافيك بمنظور ثنائي وثلاثي الأبعاد .

## المسيرة الفنية
شاركت الفنانة رهام الهبري في الكثير من المعارض التشكيلية داخل سوريا وخارجها ، وأقتُنيت لوحاتها من قبل وزارة الثقافة السورية ، والعديد من الشخصيات السياسية والاقتصادية والفنية ورجال الأعمال ، لوحاتها منتشرة في العديد من الدول نذكر منها : سوريا - لبنان - الإمارات - السعودية - تركيا - ألمانيا - إسبانيا - أميركا - إندونيسيا .
وهي عضو في نقابة الفنانين التشكيليين السوريين ، ومن ثم عضو في اتحاد الفنانين التشكيليين السوريين ، يعتبر أسلوبها الفني أسلوباً متميزاً وله بصمة خاصة بها ، تتقن الرسم بالرصاص والباستيل الطبشور والباستيل الزيتي والمائي والغواش والألوان الزيتية والأكريليك والرسم بالسكين ، وتهوى استخدام الكولاج بطريقتها الخاصة في الكثير من أعمالها الفنيّة .

## المعارض الفنية
- مشاركة دائمة في جميع المعارض الجماعية التي تقيمها وزارة الثقافة واتحاد الفنانين التشكيليين السوريين في دمشق والمدن السورية الأخرى منذ عام 2003 م .
- معرض الشباب الرابع في صالة الرواق العربي بدمشق عام 2002 م .
- المعرض الثنائي شموع وتشكيل مع الفنان إميل إلياس  في المركز الثقافي الروسي بدمشق عام 2003 م .
- معرض من أجل أطفال العراق في المركز الثقافي العربي بدمشق عام 2003 م.
- معرض متحف طه طه للفنون التشكيلية في مدينة الرقة عام 2004 م .
- معرض متحف طه طه للفنون التشكيلية في مدينة الرقة عام 2005 م .
- معرض البعثة السورية إلى الجزائر عام 2005 م .
- معرض ثنائي مع الفنان التشكيلي الراحل محمود غزال في المركز الثقافي الروسي بدمشق عام 2006 م .
- معرض في المركز الثقافي الإسباني بدمشق عام 2007 م .
- معرض في المركز الثقافي الروسي بدمشق عام 2009 م .
- معرض في صالة بيت جبري الخاصة بدمشق عام 2010 م .
- معرض فنانات سوريات في صالة نقابة المهندسين بدمشق عام 2010 م .
- معرض فنانات مهندسات في صالة الشعب بدمشق عام 2011 م .
- معرض فنانات من سوريا في صالة الشعب للفنون التشكيلية بدمشق عام 2014 م .

## الجوائز والتكريم
- جائزة المركز الأول على مستوى سوريا في الرسم وشهادة تقدير في مسابقة تشرين للفنون التشكيلية عام 1995 م .
- شهادة شكر صادرة من الحكومة الجزائرية للمشاركة في المهرجان العالمي الـ 12 للشباب والطلبة الذي أقيم في الجزائر عام 2001 م .
- شهادة مشاركة في معرض الشباب الرابع في صالة الرواق العربي للفنون التشكيلية بدمشق صادرة عن نقابة الفنون الجميلة عام 2002 م.
- شهادة تقدير من متحف طه طه للفنون التشكيلية في محافظة الرقة عام

2004 م .
- شهادة تقدير من محافظ مدينة الرقة في سوريا عام 2005 م .